# Плюмто
Плюмто́ (фр. Plumetot) — коммуна во Франции, находится в регионе Нижняя Нормандия. Департамент коммуны — Кальвадос. Входит в состав кантона Дувр-ла-Деливранд. Округ коммуны — Кан.
Код INSEE коммуны — 14509.

## Население
Население коммуны на 2010 год составляло 221 человек.
| 1962 | 1968 | 1975 | 1982 | 1990 | 1999 | 2010 |
| ---- | ---- | ---- | ---- | ---- | ---- | ---- |
| 185  | 159  | 163  | 229  | 260  | 233  | 221  |

## Экономика
В 2010 году среди 148 человек трудоспособного возраста (15—64 лет) 102 были экономически активными, 46 — неактивными (показатель активности — 68,9 %, в 1999 году было 70,4 %). Из 102 активных жителей работали 93 человека (49 мужчин и 44 женщины), безработных было 9 (4 мужчины и 5 женщин). Среди 46 неактивных 12 человек были учениками или студентами, 29 — пенсионерами, 5 были неактивными по другим причинам.